# 富山縣立富山商業高等學校
富山縣立富山商業高等學校是位於日本富山縣富山市庄高田地區的公立高等學校。
其棒球部自在1990年代前後曾是富山縣內的常勝軍，曾多次參加全國高等學校棒球錦標賽或被選入選拔高等學校棒球大會，至今合計參加兩項賽事已超過二十次。

## 歷史
學校的前身為1897年成立的「富山市立富山商業簡易學校」，1899年改設為實業學校「富山商業學校」，1901年更名為「富山市立富山商業學校」，1922年改隸屬富山縣後更名為「富山縣立富山商業學校」。
1948年配合日本的學制改革成為「富山縣立富山商業高等學校」，但在同年由於富山縣內的高等學校整編，一度與富山縣立富山高等學校整併為「富山縣立富山南部高等學校」，成為該校的商業科；1950年其商業科雨家庭科又被分出獨立設立為「富山縣立富山東部高等學校」，最後在1953年又更名回到「富山縣立富山商業高等學校」。
1957年遷移至富山市五福地區，1983年再遷移至位於庄高田地區的現址。